# Euceraphis caerulescens
Euceraphis caerulescens är en insektsart. Euceraphis caerulescens ingår i släktet Euceraphis och familjen långrörsbladlöss. Inga underarter finns listade i Catalogue of Life.